# Eva Puskarčíková
Eva Puskarčíková, née le 3 janvier 1991 à Jilemnice, est une biathlète tchèque.

## Biographie
S'entraînant au club de Jablonec, elle commence sa carrière dans l'équipe nationale tchèque de biathlon lors de la saison 2009-2010, participant à l'IBU Cup. En 2013, elle prend une médaille d'argent aux Championnats d'Europe. Elle effectue sa première saison de Coupe du monde en 2013-2014, inscrivant rapidement ses premiers points à Hochfilzen.
Aux Jeux olympiques de Sotchi en 2014, elle et ses coéquipières tchèques terminent initialement quatrièmes du relais mais, à la suite de la disqualification des Russes, elles récupèrent ultérieurement la médaille de bronze. Eva Puskarčíková obtient ses premières victoires en relais lors de la saison 2014-2015 de Coupe du monde, s'imposant à Oberhof, Ruhpolding et Oslo. La saison suivante, elle signe son premier top dix individuel à Pokljuka (9e). 
Après un excellent début de saison 2016-2017, ponctué par deux tops dix individuels sur la poursuite d'Östersund puis le sprint de Pokljuka, elle monte pour la première fois sur un podium individuel, terminant 3e de la poursuite de Pokljuka derrière Laura Dahlmeier et Kaisa Mäkäräinen. En janvier 2017, elle se classe troisième de la mass start d'Oberhof, son deuxième et dernier podium individuel.
Aux Jeux olympiques d'hiver de 2018, elle se classe 43e du sprint, 32e de la poursuite, 44e de l'individuel et 12e du relais.
En 2020 à Antholz-Anterselva, elle obtient ses meilleurs résultats lors de championnats du monde (dixième de l'individuel et médaillée de bronze en relais mixte).
Entre 2019 et 2020, elle a été mariée avec Lukáš Kristejn, également biathlète. 
Elle prend sa retraite sportive en 2022. 

## Palmarès

### Jeux olympiques d'hiver
| Épreuve / Édition                | Individuel | Sprint | Poursuite | Départ en masse | Relais                              | Relais mixte |
| Jeux olympiques 2014 Sotchi      | 21e        | 44e    | 41e       | —               | Médaille de bronze, Jeux olympiques | —            |
| Jeux olympiques 2018 Pyeongchang | 44e        | 43e    | 32e       | —               | 12e                                 | —            |
| Jeux olympiques 2022 Pékin       | —          | —      | —         | —               | 8e                                  | —            |

Légende :
- : troisième place, médaille de bronze
- - : Non disputée par Eva Puskarčíková

### Championnats du monde
| Édition / Épreuve       | Individuel | Sprint | Poursuite | Mass start | Relais | Relais mixte              | Relais mixte simple              |
| ----------------------- | ---------- | ------ | --------- | ---------- | ------ | ------------------------- | -------------------------------- |
| Kontiolahti 2015        | 24e        | 73e    | —         | —          | 7e     | —                         | Épreuve inexistante à cette date |
| Hochfilzen 2017         | 23e        | 17e    | 31e       | 26e        | 4e     | 7e                        | Épreuve inexistante à cette date |
| Östersund 2019          | 42e        | 59e    | 41e       | —          | 15e    | —                         | 9e                               |
| Antholz-Anterselva 2020 | 10e        | 24e    | 44e       | 23e        | 4e     | Médaille de bronze, monde | —                                |
| Pokljuka 2021           | 37e        | 68e    | —         | —          | 10e    | —                         | —                                |

Légende :
- — : non disputée par Eva Puskarčíková

### Coupe du monde
- Meilleur classement général : 13e en 2017.
- 2 podiums individuels : 2 troisièmes places.
- 10 podiums en relais : 4 victoires, 2 deuxièmes place et 4 troisièmes places.
- 1 podium en relais mixte : 1 troisième place.

 Dernière mise à jour le 13 février 2020 

#### Classements en Coupe du monde
| Saison    | Classement général final | Individuel | Sprint | Poursuite | Mass start |
| 2013-2014 | 64e                      | -          | 69e    | 60e       |            |
| 2014-2015 | 32e                      | 39e        | 34e    | 27e       | 36e        |
| 2015-2016 | 28e                      | nc         | 31e    | 27e       | 16e        |
| 2016-2017 | 13e                      | 10e        | 18e    | 21e       | 10e        |
| 2017-2018 | 35e                      | 9e         | 27e    | 41e       | 50e        |
| 2018-2019 | 38e                      | 49e        | 37e    | 39e       |            |
| 2019-2020 | 35e                      | 18e        | 39e    | 43e       | 28e        |
| 2020-2021 | 60e                      | 63e        | 64e    | 53e       | 50e        |
| 2020-2021 | 75e                      | nc         | 56e    | nc        |            |

### Championnats d'Europe
- Médaille d'argent du relais en 2013.

### Universiades
- Médaille d'argent du départ en masse en 2015.